# St. Walburga (Brügge)

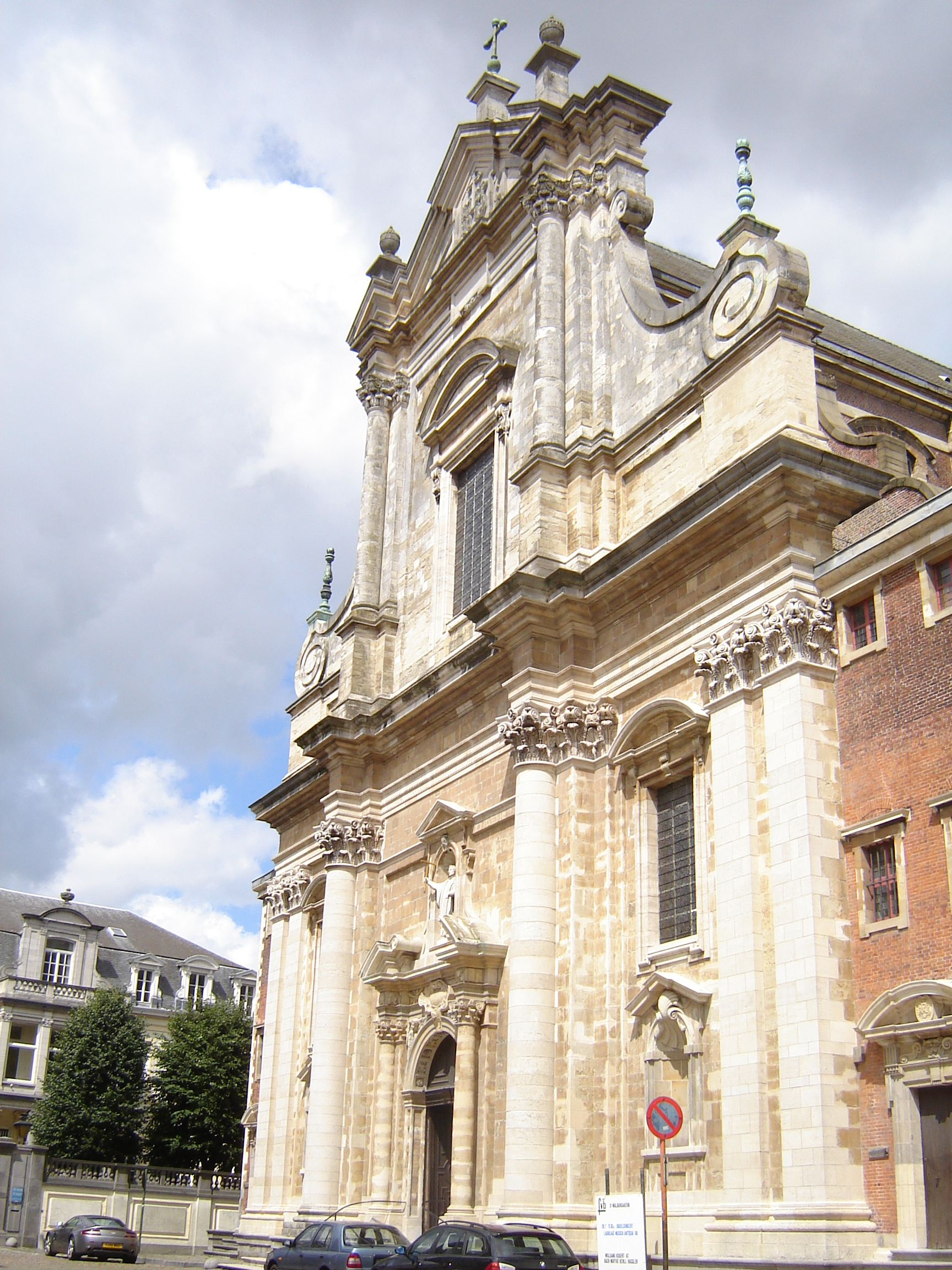
St. Walburga (Brügge)

Innenraum nach Osten

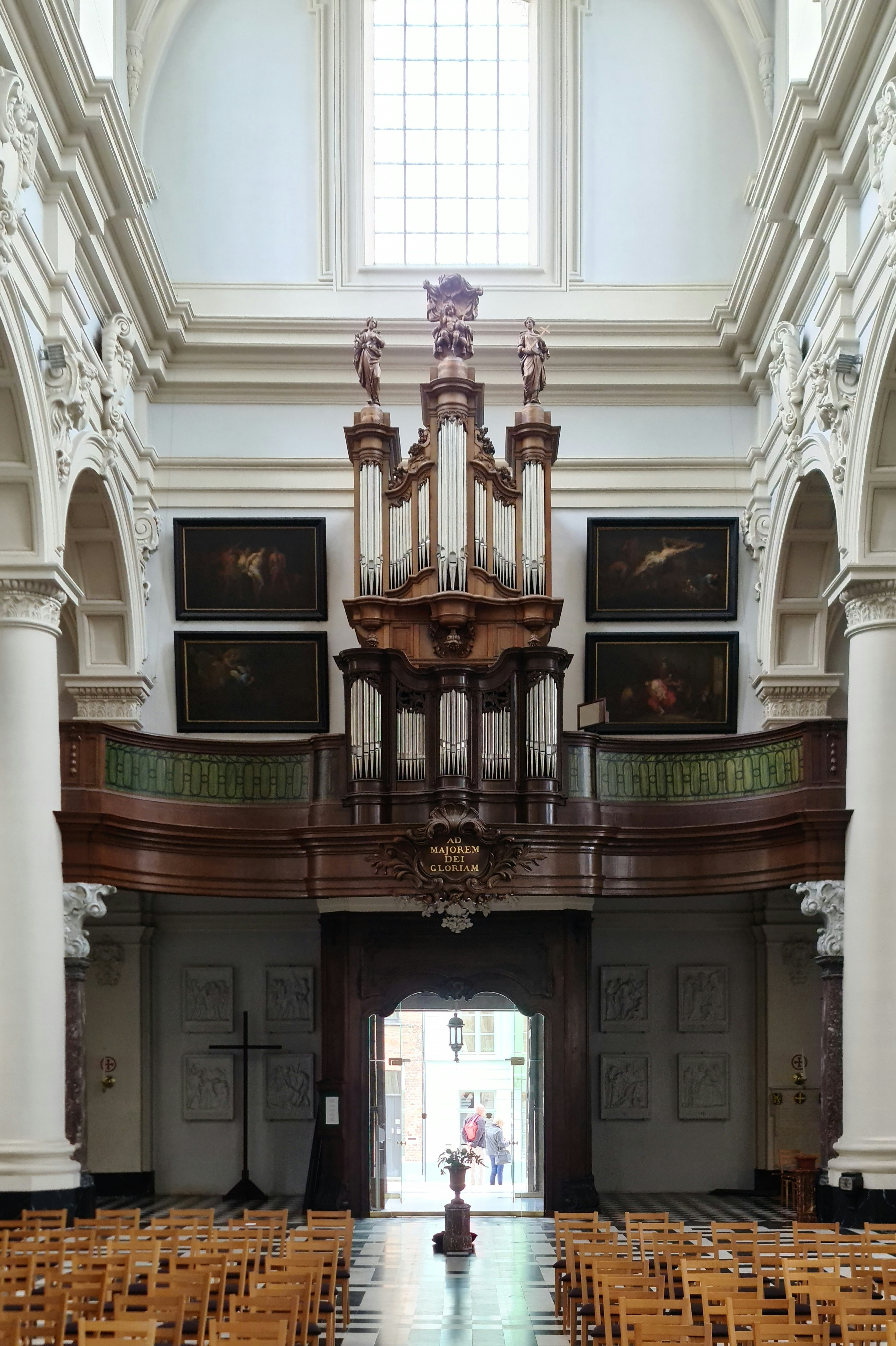
Blick zur Orgel

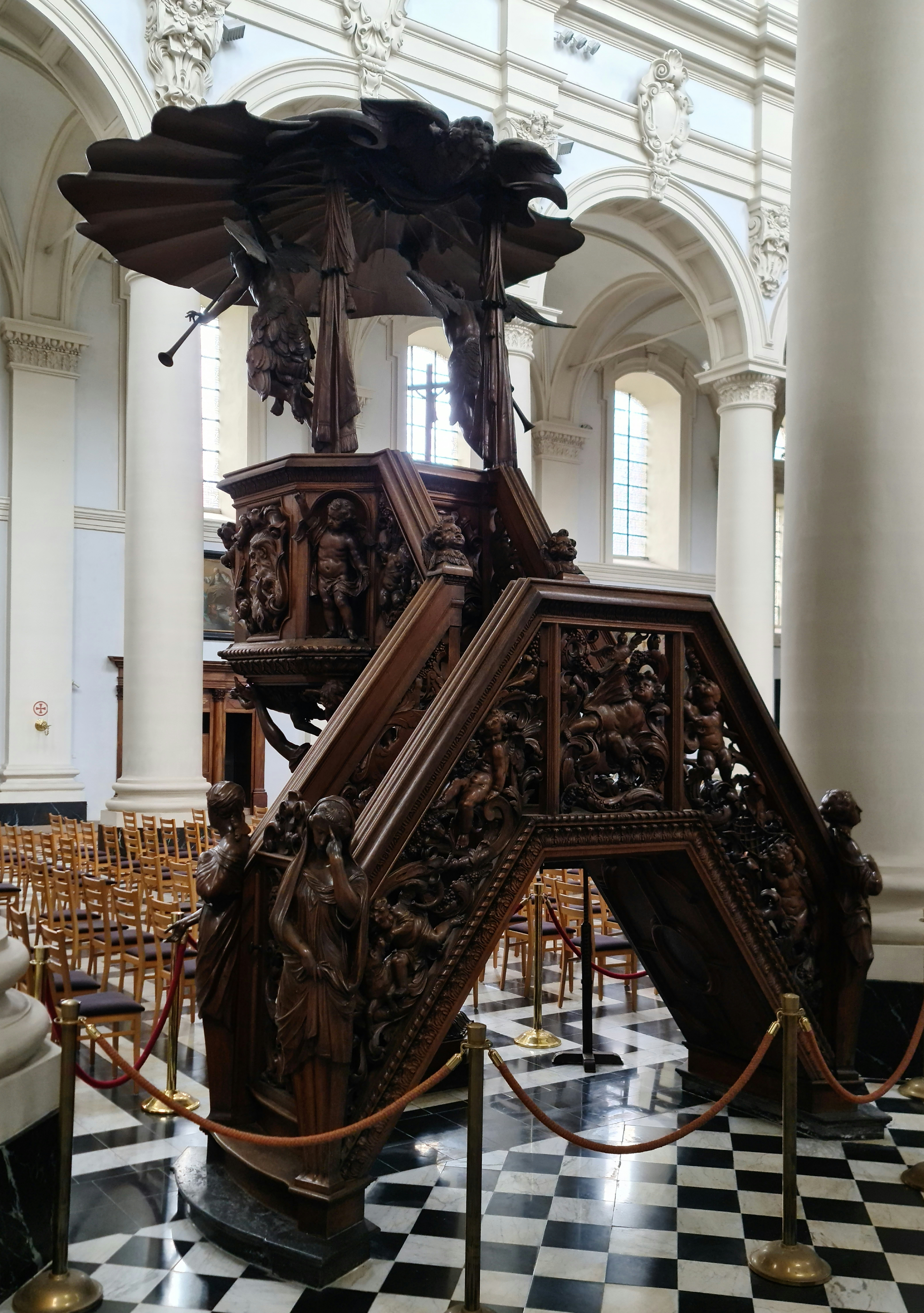
Kanzel

Die römisch-katholische Kirche St. Walburga (niederländisch Sint-Walburgakerk) ist eine barocke Basilika in Brügge. Sie gehört zur Pfarrei Sint-Walburga in der Pfarrgemeinschaft Sint-Donatianus im Bistum Brügge und ist ein Kulturdenkmal.

## Geschichte
Die Kirche liegt östlich des Platzes und ist im Norden teils durch die Hoornstraat, teils durch den ehemaligen Kirchhofgarten, im Osten durch die Oranjerie Sint-Walburga, die ehemalige Brauerei des Jesuitenkonvents, und im Süden durch den Schultrakt des Lyceum Hemelsdaele begrenzt. Das Bauwerk ist eine nordöstlich ausgerichtete Jesuitenkirche vom basilikalen Typ, jedoch ohne Querschiff. Es ist ein charakteristisches, aber nüchternes Beispiel einer typischen Barockkirche der Gegenreformation aus den südlichen Niederlanden im 17. Jahrhundert.
Um 1240 erfolgte die Gründung der Pfarrei St. Walburga als Trennung von der Pfarrei St. Salvator. Die ursprüngliche Pfarrkirche befindet sich an der Ecke Ridders- und Sint-Walburgastraat und wurde als Grabkapelle für die heilige Walburga gegründet. Die gotische Kirche wurde von Marcus Gerards (1562) abgebildet.
Seit 1596 suchten die Jesuiten, die sich seit 1575 im Haus De Lecke und den angrenzenden Grundstücken an der Ecke Wapenmakers- und Sint-Walburgastraat niedergelassen hatten, nach den religiösen Unruhen Zuflucht am Sint-Maartensplein und errichteten eine Kapelle auf der Höhe des Kutschenhauses Nummer 5. Wegen Platzmangels wurde bald mit dem Bau einer Kirche mit Kolleg, Kloster, Kapelle und Garten begonnen, die zwischen Sint-Maartensplein, Hoorn-, Kandelaar- und Boomgaardstraat und Verversdijk liegt.
In den Jahren 1619–1641 wurde die Kirche nach dem Entwurf des Brügger Jesuitenarchitekten Pieter Huyssens (1577–1637) erbaut und nach dessen Tod weitergeführt von Mitbruder J. Boulé. Zu den Bauhandwerkern gehörten J. Pype für die Fundamente, G. de Lippe, R. Houtrick und J. Coppet für die Bauarbeiten. Finanzielle Unterstützung kam vom Freistaat Brügge, der Stadt, dem Abt der Sankt-Peters-Abtei in Gent, der Diözese und vielen Familien. Die ursprünglichen Pläne von Huyssens – einschließlich des Turms, des Gewölbes und der Fenster im Mittelschiff – wurden jedoch aufgrund von Geldmangel und einer Rivalität zwischen den Jesuiten von Brügge und Antwerpen nicht vollständig ausgeführt.
Im Jahre 1642 wurde das Gotteshaus von Bischof Nicolas de Haudrion geweiht. Es wurde dem heiligen Franz Xaver gewidmet (siehe Abbildung über dem Portal), von dem 1630 Reliquien nach Brügge gebracht wurden.
Im Jahr 1773 wurde der Jesuitenorden per kaiserlichem Dekret aufgelöst und die Kirche geschlossen.
Aufgrund des baufälligen Zustands der ehemaligen Pfarrkirche überließen Bischof Caimo und Kaiserin Maria Theresia 1777 die ehemalige Jesuitenkirche der Pfarre St. Walburga, die auch die Erlaubnis erhielt, die alte Pfarrkirche abzureißen (1781), das Material zu verkaufen und den Erlös für die Restaurierung der baufälligen Jesuitenkirche zu verwenden. Unter anderem ist die Rede davon, den Rokoko-Aufbau des Turms der alten Kirche, der erst aus dem Jahr 1766 stammte, auf den unvollendeten Turm der neuen St.-Walburga-Kirche zu setzen, was letztlich nicht realisiert wurde. Vermutlich im Laufe des vierten Viertels des 18. Jahrhunderts wurden auch die südlich der Kirche gelegenen Räume des Kirchenmeisters gebaut.
In der Hoffnung, dass die Kirche zur Stiftskirche erklärt werde, beauftragten die Kirchenherren der Sint-Walburga-Pfarrei 1778 den Bildhauer-Architekten Hendrik Pulinx mit der Anfertigung von Plänen, um im kleinen Chor ein Chorgestühl einzurichten und die nördliche Treppe als Taufkapelle auszustatten.
1779 erfolgte die Einweihung der ehemaligen Jesuitenkirche als Pfarrkirche und die Translation der Reliquien der heiligen Walburga.
Die Kirche wurde 1796 von den Franzosen beschlagnahmt und als Tempel des Gesetzes genutzt.
Im Jahr 1804 erhielt die Kirche ihre Funktion zurück, allerdings unter dem Namen St.-Donaas-Kirche, nachdem dessen Reliquien aus der zerstörten gleichnamigen Kirche auf der Burg übertragen wurden.
In den Jahren 1841–1851 wurde die Fassade restauriert. Im Jahr 1854 erfolgte die offizielle Verleihung des heutigen Namens. 1918 erlitt das Bauwerk schwere Schäden vor allem am nördlichen Seitenschiff nach einem Bombentreffer. In den Jahren 1961–1963 wurde eine Restaurierung der Dächer, der Strebepfeiler, der Gesimse und der Fensterrahmen nach den Entwürfen des Ingenieur-Architekten J. Verbeke (Brügge) vorgenommen.
In den Jahren 1967–1973 folgte die Restaurierung der Vorder- und Seitenwände, des Turms und der Krypta, Erneuerung der verwitterten Materialien und von 1978 bis 1980 die Restaurierung der Innenausstattung einschließlich Neufassung.

## Architektur

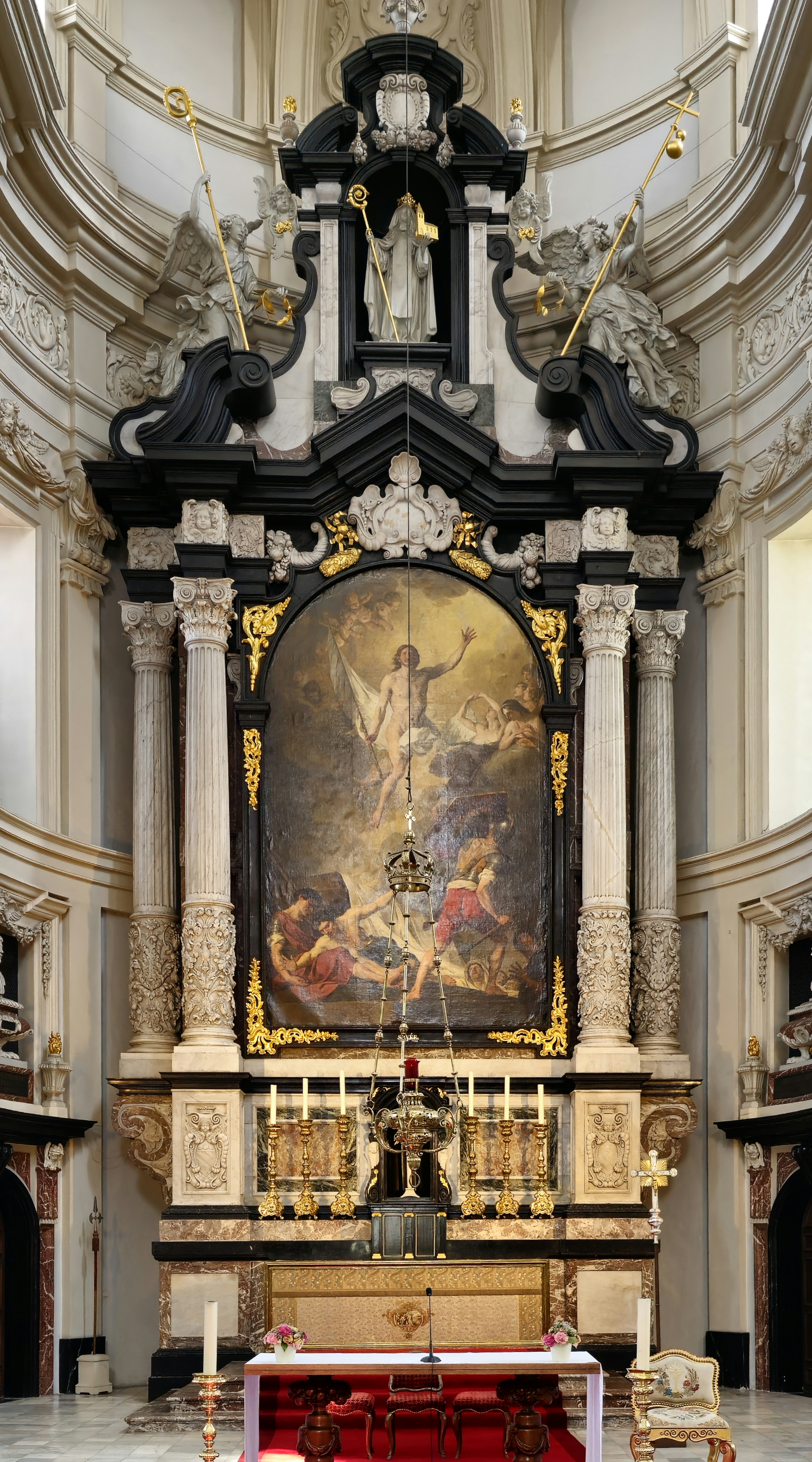
Hochaltar

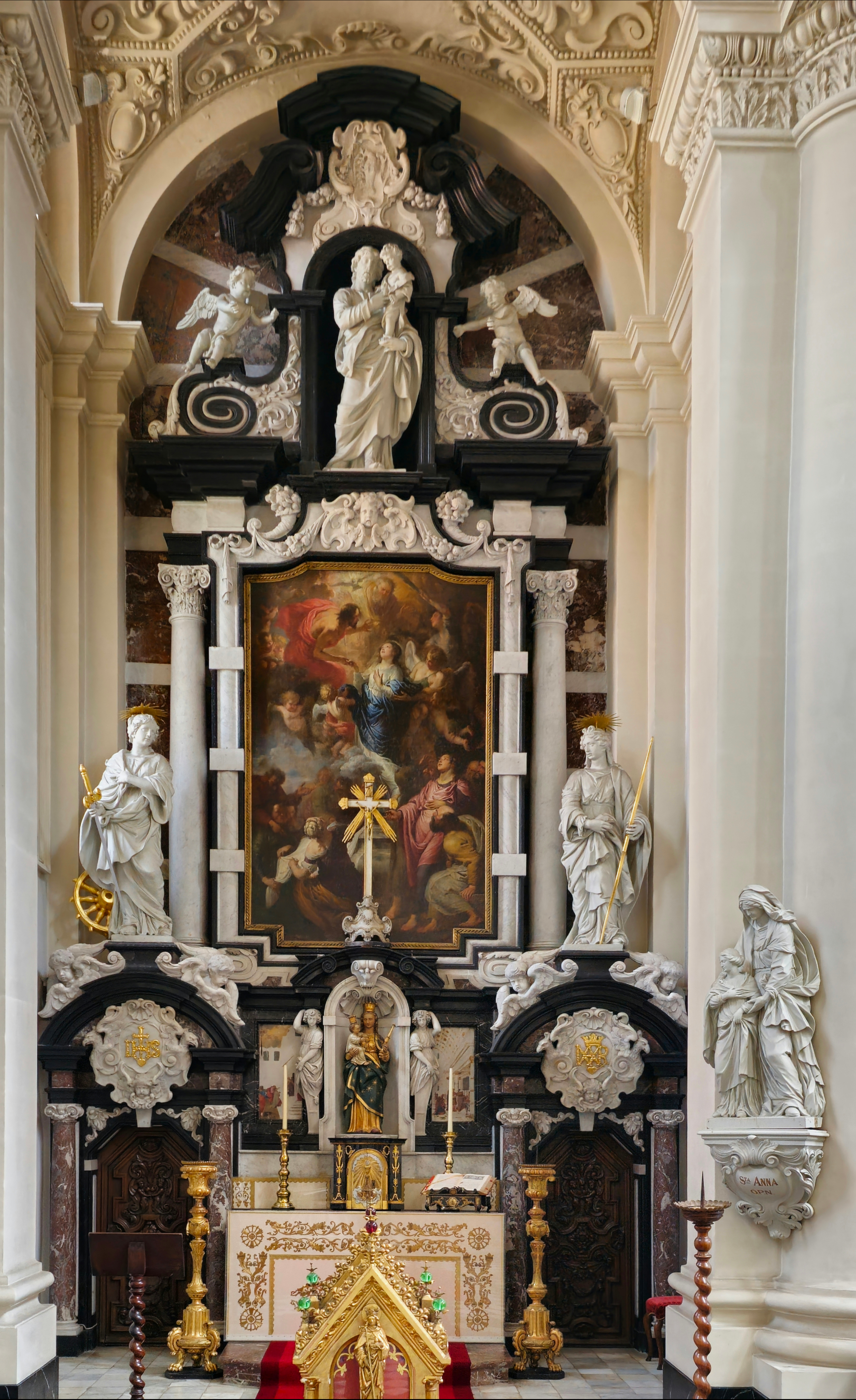
Linker Seitenaltar

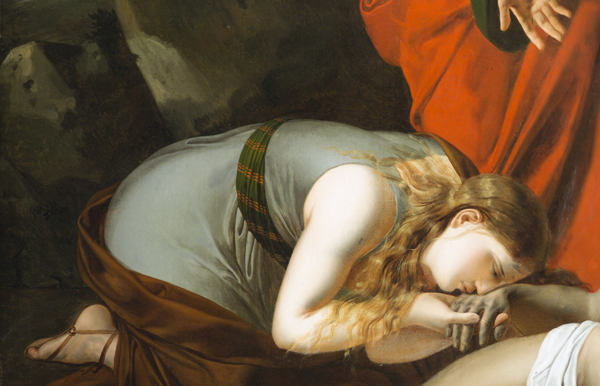
Joseph-Denis Odevaere: Beweinung Christi, Detail

Der heutige Grundriss zeigt ein siebenjochiges Kirchenschiff mit drei Schiffen und einem integrierten einjochigen Chor mit Apsis; Seitenschiffe mit geradem Abschluss; Krypta; im Chorschaft Turm auf quadratischem Grundriss; in der Verlängerung der Seitenschiffe, links eine quadratische Sakristei und zwei Kirchenmeisterzimmer, rechts Seitenschiff und Kapelle. Auf der Höhe des ersten Jochs der Seitenschiffe befinden sich Nebengebäude auf quadratischem Grundriss mit Taufkapelle auf der linken Seite und die Treppe zur Empore auf der rechten Seite.
Die Kirche ist ein Backsteinbau mit Verwendung von Sandstein für die Fassadenverkleidung Massangis als Restaurierungsmaterial. Innen wurde weißer Balegem-Stein im ersten Stockwerk und Sandstein für die oberen Stockwerke verwendet; die Mauern aus Backstein erhielten eine Sandsteinverkleidung. Das gesamte Gebäude ist mit schiefergedeckten Sattel- und Pultdächern abgeschlossen.
Der Zugang zur Kirche erfolgt über fünf Stufen, die von zwei runden Rampen flankiert werden. Die Westfassade zeigt deutlich Einflüsse der Kirche Il Gesù in Rom (vermutlich angeregt durch Huyssens' Aufenthalt in Rom von 1626 bis 1628), unter anderem durch seine zweiteilige Struktur, aber mit steilen Proportionen und plastischer Ausarbeitung. Ein hoher Unterbau ist mit rhythmisch gegliederten Eckpilastern und Pilastern mit Dreiviertelsäulen auf beiden Seiten des Mittelschiffs versehen, alle mit profilierten Basen und feingearbeiteten korinthischen Kapitellen; das Kraggesims trägt das Weihedatum 1643. Der erhöhte Mittelteil ist mit analogem Aufriss unter einem stark profilierten und gekehlten Gebälk gestaltet, das von einem gebrochenen Dreiecksgiebel zwischen Sockeln mit Ziervasen und einem Bronzekruzifix aus dem 19. Jahrhundert überragt wird. Die Seitenflügel sind mit dekorativen Voluten und Kandelaberbekrönung versehen. Der Portikus ist mit Kompositkapitellen und Giebel, unterbrochen von einer Nische mit der Statue des Heiligen Franz Xaver (Kopie aus den 1970er Jahren); auf der Archivolte des Bogeneingangs die Inschrift „Den Heilige Franciscus Xaverius besonderer patroon tegen de peste / aennemen door het magistraet der stad Brugge ten jaere 1666“ (Der Heilige Franz Xaver, besonderer Schutzpatron gegen die Pest / angenommen vom Magistrat der Stadt Brügge im Jahr 1666) und auf dem bekrönenden Architrav ein verzierter Fries mit Kartusche mit der Inschrift „D.O.M. / et / S.Francisco Xaverio / sacrum“. An den Seitenschiffen, auf dem Sockel, sind Steinmetzzeichen aus der ersten Hälfte des 17. Jahrhunderts zu finden, von denen einige mit der Familie Nopère (Arquennes) identifiziert werden können; eine rundbogige Nische in einem profilierten Rahmen mit einem muschelförmigen Schlussstein unter einem Gesims; ein rechteckiges Fenster in einem profilierten Rahmen mit Schnörkeln und einem halbkreisförmigen Giebel auf gerillten Konsolen.
Die angrenzenden Backsteinbauten mit hölzernem Tor auf fünf Stufen in profiliertem Rahmen mit Ohren, Schlussstein und bekrönendem Halbkreisgiebel auf gerillten Konsolen. Die Ecksteine bestehen aus Naturstein. Die rechteckige Fenster in Natursteinrahmen sind mit Griffen, Sockeln und Traufleiste ausgebildet, der linke Seitengiebel ist mit Oculus, der hintere Giebel mit Fenstern analog zum vorderen Giebel gestaltet; diese zeigen Eisenbeschläge für Farbglas.
Die Seitenwände – von der Hoornstraat aus sichtbar – sind in Höhe des Seitenschiffs durch Strebepfeiler mit Ecksteinen aus Naturstein unterteilt. Sie sind mit Segmentbogenfenstern in Natursteinrahmen mit Gesims; Natursteingesims auf Konsolen. Am Obergaden des Kirchenschiffs sind Strebebögen mit Blausteinabdeckung und Natursteinpilastern angeordnet; das Natursteingesims ist mit Gerüstlöchern und entsprechendem Gesims versehen. An der Südfassade ist glasiertes Mauerwerk in Form eines sechszackigen Sterns gestaltet.
Der viereckige Turm ist ein massiver Backsteinbau, der auf der Südseite von drei glockenförmigen Segmentbögen in einem verputzten Rahmen unterbrochen wird. Jede Seite des Glockenbodens besteht aus Tournai-Stein und hat eine Schallöffnung in einem profilierten Rahmen mit Paneelwerk, einem halbrunden Giebel und Pilastern. Schieferdach mit Turmhaube und Bimsstein.
Im Innern besteht das Kirchenschiff aus zwei Teilen: einem Rundbogenarkadengang, der mit Kassetten auf Säulen mit Kompositkapitellen und achteckigem Sockel verziert ist, und Konsolen, die die Gurtbögen stützen und mit Kartuschen und Grotesken verziert sind. Oberhalb des angeschnittenen Architravs sind leicht gewölbte, geohrte Fenster in profilierten Rahmen angeordnet. Das Schiff ist Kreuzrippengewölbe gedeckt, der Übergang zur Apsis wird durch einen breiteren Bogen gebildet; die Apsis ist umgeben von vier Pilastern mit Kapitellen mit stark profilierten Voluten und Akanthusblättern, dort ist ein Tonnengewölbe mit reicher Stuckverzierung zu finden. In den Seitenschiffen sind Kreuzrippengewölbe mit Schlusssteinen eingezogen, die einen siebenzackigen Stern enthalten, an der Seitenwand durch Pilaster abgefangen; die Gewölbe in den Seitenschiffen sind mit aufwendigem Stuckdekor und eingearbeitetem Marienmonogramm (Norden) und Christusmonogramm (Süden) versehen.

## Ausstattung
In den Seitenschiffen und über dem Lettner sind 14 Gemälde der „15 Geheimnisse des Rosenkranzes“ von Jan Garemijn aus der Zeit um 1750 angebracht, weiterhin die „Verherrlichung des Allerheiligsten“ von Jan Garemijn, um 1740; die „Krönung der Muttergottes“ von Erasmus Quellinus dem Jüngeren, zweite Hälfte des 17. Jahrhunderts; die „Beweinung Christi“ von Joseph-Denis Odevaere, 1812; „Auferstehung“ von Joseph Suvée (zweite Hälfte des 18. Jahrhunderts); „Vision des Heiligen Ignatius“ von P. Cassiers; ein Triptychon mit „Unsere Liebe Frau vom trockenen Baum“ von P. Claeissens, 1620; sowie ein anonymes Leinwandgemälde mit „Heiliger Dominikus heilt das Kind“.
Das Hauptstück der Ausstattung ist ein monumentaler Hochaltar aus Marmor von Jakob Cocx, geweiht 1643, mit einer Statue der Heiligen Walburga von Houvenaegel, 1842; über den Portalen Büsten des Heiligen Franz Xaver und des Heiligen Franz Borgia sowie Statuen des Heiligen Ludwig von Gonzaga und des Heiligen Stanislaus Kostka. Ein Epitaph erinnert an Michael Grimaldi. Der nördlicher Seitenaltar wurde von Pieter Verbruggen 1657 geschaffen, mit zwei barocken Portalen, Statuen der Heiligen Katharina, der Heiligen Ursula, des Heiligen Josef mit Kind, einer Madonna des Gartens (erste Hälfte des 16. Jahrhunderts) und einer Skulpturengruppe der Heiligen Anna und Maria (zweite Hälfte des 17. Jahrhunderts). Der südliche Seitenaltar wurde gemeißelt von Pieter Verbruggen im Jahr 1669, mit Eichentüren und Statuen der Heiligen Petrus, Paulus und Rochus.

Die Kommunionbank

Die Kommunionbank aus weißem Marmor wurde von H. Verbruggen im Jahr 1695 geschaffen. Beichtstühle im klassischen Stil datieren aus dem Jahr 1802. Das Chorgestühl und eine Kommunionbank aus Eiche stammen aus der zweiten Hälfte des 18. Jahrhunderts. Die barocke Kanzel wurde von Artus Quellinus dem Jüngeren, 1670, nach der Ikonographie von Pater Hesius gestaltet, das Portal und der Eingangsvorbau von P. de Cocks, 1763 entworfen, aber wahrscheinlich erst 1834 ausgeführt.
Die Orgel wurde 1735 von Corneille Cacheux begonnen und 1739 von J.B. Frémat vollendet und ist dekoriert mit Statuen von anmutigen Frauen und Jesus auf dem Globus. Das Werk wurde 1849 und 1873 umgebaut und hat heute 29 Register auf zwei Manualen und Pedal.
Die Krypta ist zugänglich durch einen Torbogen mit der Inschrift „IHS / Locus sepulcralis / patrum soc. jesu / et ecclesiae sancti / Francisci Xaverii / benefactorum“; sie befindet sich im Hofgarten und ist von rechteckigem Grundriss, gewölbt mit Kreuzgewölbe auf einem Blausteinpfeiler und enthält Gräber von Gemeindemitgliedern und anderen.